# 西派
西派是内丹学的一個流派，始于清朝, 由李涵虚开创。李涵虚称于峨嵋山遇吕洞宾，得授内丹术。因其活动于四川一带，故称西派。西派的主要著作有：《道窍谈》、《三车秘旨》等。